# NordVPN
A NordVPN é um provedor/fornecedor de serviços de Virtual Private Network ou Rede Privada Virtual (VPN). Dispõe de aplicativos desktop Windows, macOS e Linux, aplicativos móveis para Android e iOS, além de um aplicativo para Android TV. Tem configuração manual disponível para roteadores/routers sem fio, dispositivos NAS e outras plataformas.
A NordVPN está sediada no Panamá, pois este país não possui leis de retenção de dados obrigatórias e não participa das alianças Cinco Olhos (Five Eyes) ou Catorze Olhos (Fourteen Eyes).

## História
A NordVPN foi criada em 2012 por "quatro amigos de infância", conforme declarado no seu website. No final de maio de 2016, lançou uma aplicação para Android, seguida por uma aplicação para iOS em junho do mesmo ano. Em outubro de 2017, foi apresentada uma extensão de navegador para o Google Chrome. Em junho de 2018, a NordVPN lançou uma aplicação para a Android TV. Em outubro de 2019, a NordVPN dispunha de mais de 7.300 servidores em 118 países.
Em março de 2019, foi comunicado que a NordVPN havia recebido uma notificação a das autoridades russas para entrar num programa de registo de websites proibidos, promovido pelo governo, o que impediria os utilizadores/usuários russos da NordVPN de contornar a censura estatal russa. A NordVPN recebeu um mês para cumprir ou enfrentar o bloqueio pelas autoridades russas. O provedor/fornecedor recusou aceitar a solicitação e desligou os seus servidores russos no dia 1 de Abril. A NordVPN ainda opera na Rússia mas, em resultado desta ação, os seus utilizadores/usuários russos não têm acesso a servidores locais.
Em setembro de 2019, a NordVPN anunciou uma solução VPN para empresas, chamada NordVPN Teams. Destina-se a pequenas e médias empresas, equipas remotas e freelancers, que precisam de aceder ao seu trabalho com segurança.
Em 21 de Outubro de 2019, um investigador de segurança divulgou no Twitter uma violação dos servidores da NordVPN, envolvendo uma chave privada que foi tornada pública. O ciberataque concedeu acesso root aos atacantes, que foi usado para gerar um certificado HTTPS que permitia que os atacantes realizassem ataques do tipo intermediário (MITM, ‘man-in-the-mniddle’) para intercetar as comunicações dos utilizadores/usuários da NordVPN. A NordVPN confirmou que um dos seus servidores com base na Finlândia foi violado em março de 2018[1]. O exploit foi o resultado de uma vulnerabilidade no sistema de administração remota de um data center contratado, que afetou o servidor da Finlândia entre 31 de janeiro e 20 de março de 2018. Segundo a NordVPN, o data center divulgou a violação à NordVPN a 13 de abril de 2019; em resultado, a NordVPN encerrou o seu relacionamento com o data center.
Investigadores de segurança e meios de comunicação social criticaram a NordVPN por não divulgar imediatamente a violação depois da empresa ter tomado conhecimento da mesma. A NordVPN afirmou que inicialmente planeava divulgar a violação depois de concluir as suas auditorias internas. Em 29 de Outubro de 2019, a NordVPN anunciou auditorias adicionais e um programa de recompensas por identificação de bugs. O programa foi lançado em Dezembro de 2019, oferecendo aos investigadores recompensas monetárias por identificar falhas críticas no serviço.
Aproximadamente 2.000 nomes de utilizador/usuário e palavras-passe de contas NordVPN foram expostas nos ataques de 1 de novembro de 2019.
Em dezembro de 2019, a NordVPN tornou-se num dos cinco membros fundadores da recém-formada 'VPN Trust Initiative', prometendo promover a segurança online, autorregulação e transparência no setor.

## Características
A NordVPN direciona o tráfego da Internet de todos os utilizadores/usuários através de um servidor remoto executado pelo serviço, ocultando o endereço IP e criptografando todos os dados recebidos e enviados. Para criptografia, a NordVPN usa as tecnologias OpenVPN e Internet Key Exchange v2 / IPsec nas suas aplicações. Além de servidores VPN para uso geral, o provedor/fornecedor oferece servidores para fins específicos, incluindo partilha P2P, criptografia dupla e ligação à rede de anonimato Tor.
Anteriormente, a NordVPN usava conexões L2TP/IPSec e Point-to-Point Tunneling Protocol (PPTP) para roteadores/routers, mas estas foram abandonadas, pois eram antiquadas e inseguras.
A NordVPN possui aplicações de desktop para Windows, macOS e Linux, bem como aplicações móveis para Android, iOS e Android TV. Os utilizadores/usuários também têm acesso a extensões proxy criptografadas para os navegadores Chrome e Firefox.
Em Novembro de 2018, a NordVPN alegou que a sua política de “não registo” (no log) havia sido validada por meio de uma auditoria da PricewaterhouseCoopers AG.
Em Julho de 2019, a NordVPN lançou a NordLynx, uma nova ferramenta de VPN baseada no protocolo experimental WireGuard, que visa um melhor desempenho do que os protocolos de encapsulamento IPsec e OpenVPN. A NordLynx está disponível para utilizadores/usuários de Linux e, de acordo com testes realizados pela Wired UK, produz "aumentos de velocidade de centenas de MB/s em algumas circunstâncias ".
Em abril de 2020, a NordVPN anunciou uma implementação gradual do protocolo NordLynx, uma versão proprietária do WireGuard que faria parte de todas as plataformas da NordVPN. A grande implementação foi precedida por um total de 256.886 testes, os quais incluíram 47 máquinas virtuais em nove provedores distintos, em 19 cidades e 8 países. Os testes mostraram velocidades médias de download e upload superiores às desempenhadas por outros protocolos famosos, como o OpenVPN e o IKEv2. Como medida de segurança, já que esse era uma grande preocupação da empresa frente às vulnerabilidades do WireGuard, a NordVPN desenvolveu o sistema de segurança Network Address Translation (NAT) duplo. O sistema, de acordo com a companhia, permite que os pacotes de dados de cada usuário passem por duas interfaces distintas, mantendo a privacidade ao evitar que haja armazenamento de dados nos servidores do serviço.

## Recepção
Numa análise feita pela PC Magazine em Fevereiro de 2019, a NordVPN foi elogiada pelos seus fortes recursos de segurança e uma "enorme rede de servidores", embora o seu preço tenha sido considerado caro. A “review” da CNET de Março de 2019 avaliou positivamente as seis conexões simultâneas do NordVPN e a opção de IP dedicado. Numa análise mista publicada pela Tom's Guide em Junho de 2017, o reviewer criticou o serviço por ser mais lento e mais caro do que a concorrência, concluindo que "a NordVPN não é bom nem mau". O crítico observou que os termos de serviço não mencionam o país de jurisdição, apontando que a empresa poderia ser mais transparente sobre quem é o seu proprietário. Desde então, a NordVPN atualizou os termos de serviço, mencionando explicitamente o Panamá como o seu país de jurisdição. A TechRadar sugeriu a utilização da NordVPN para contornar limites de censura governamental/estatal na Internet, incluindo a Grande Firewall na China.